# Ложнохоботные
Ложнохо́ботные (лат. Pseudorrhynchota) — термин, предложенный в свое время для обозначения отряда вшей, затем распространенный на комплекс из двух отрядов — пухоедов и вшей (заменяемый в этом случае некоторыми авторами также термином «Anoplura»). В классификационных схемах последнего времени термин «ложнохоботные» отброшен, вши и пухоеды рассматриваются как самостоятельные отряды.